# Electricidad (álbum)
Electricidad es el segundo álbum de estudio del dueto mexicano de pop alternativo Jesse & Joy. Fue grabado en 2008 bajo la producción de Tom Russo y que fue lanzado a la venta en septiembre de 2009.

## Antecedentes
Todos los temas del álbum fueron compuestos por el Jesse & Joy. Algunos de los temas habían sido compuestos para originalmente incluirse en el álbum debut del dúo, Esta es mi vida, sin embargo fueron desechados por no encajar en la temática deseada para el disco en ese entonces. Finalmente, y casi cuatro años después del lanzamiento de su álbum anterior, "Electricidad" fue lanzado a la venta el 15 de septiembre de 2009 en México, y en América Latina en días posteriores. Del disco se desprendieron un total de cuatro sencillos: «Electricidad», «Adiós», «Chocolate» y «Si Te Vas».
El disco fue certificado como disco de oro en México por la AMPROFON.

## Promoción
Del álbum se desprendieron cuatro sencillos. El primer sencillo, que fue únicamente promocional, «Electricidad», fue lanzado durante el segundo trimestre de 2009 en la cuenta oficial del dúo en Youtube. El primer sencillo oficial del álbum, «Adiós», generó controversia en 2009 al momento de ser presentado, puesto que el dúo publicó un video en que se "despedían", como manera de promocionar el sencillo, lo que provocó que medios de comunicación difundieran rumores sobre una supuesta separación de los hermanos. Ello fue visto después como un movimiento previsto para generar mayor expectación al álbum. El tema, finalmente lanzado como primer sencillo promocional durante el verano de 2009, llegó al número 8 en Chile, mismo país que en el 2010 la ganadora del programa Talento chileno, Camila Silva cantó durante su presentación en la emisión final.

## Lista de canciones
| N.º | Título             | Duración |  |
| 1.  | «Electricidad»     | 4:04     |  |
| 2.  | «Adiós»            | 4:09     |  |
| 3.  | «Chocolate»        | 4:08     |  |
| 4.  | «Si te vas»        | 3:54     |  |
| 5.  | «Nuevo día»        | 4:46     |  |
| 6.  | «Nada es mejor»    | 3:16     |  |
| 7.  | «Una y otra vez»   | 4:00     |  |
| 8.  | «Invisible»        | 3:39     |  |
| 9.  | «Es amor»          | 4:21     |  |
| 10. | «Por siempremente» | 4:17     |  |
| 11. | «Quédate»          | 4:14     |  |
| 12. | «10 mil vidas»     | 3:11     |  |

| Bonus Track |                               |          |  |
| N.º         | Título                        | Duración |  |
| 13.         | «Sublime (Bonus Track)»       | 2:35     |  |
| 14.         | «Nunca dije no (Bonus Track)» | 3:44     |  |
| 15.         | «Adiós (Videoclip)»           | 4:03     |  |
| 16.         | «Electricidad (Videoclip)»    | 4:03     |  |

| \| N.º \| Título \| Duración \| \| \| 1. \| «Chocolate» \| 4:08 \| \| \| 2. \| «Adiós» \| 4:09 \| \| \| 3. \| «Esto es lo que soy» \| 3:34 \| \| \| 4. \| «Ya no quiero» \| 3:26 \| \| \| 5. \| «Espacio sideral» \| 3:42 \| \| \| 6. \| «Llegaste tú» \| 4:06 \| \| |                      |          |  |
| N.º | Título               | Duración |  |
| 1. | «Chocolate»          | 4:08     |  |
| 2. | «Adiós»              | 4:09     |  |
| 3. | «Esto es lo que soy» | 3:34     |  |
| 4. | «Ya no quiero»       | 3:26     |  |
| 5. | «Espacio sideral»    | 3:42     |  |
| 6. | «Llegaste tú»        | 4:06     |  |

## Electricidad Tour
Para promocionar el álbum, Jesse & Joy comenzó la gira con un concierto en la ciudad de Houston, Texas el 25 de septiembre también en Nueva York el Webster Hall, junto con Kinky 30 de septiembre. Junto con estas fechas, la gira tiene fechas en México, Estados Unidos, España, América Central y América del Sur.

## Posicionamiento
| Lista                             | Posición |
| --------------------------------- | -------- |
| Estados Unidos (Latin Pop Albums) | 3        |
| México (Top 100 México)           | 21       |